# Louis Denison Taylor

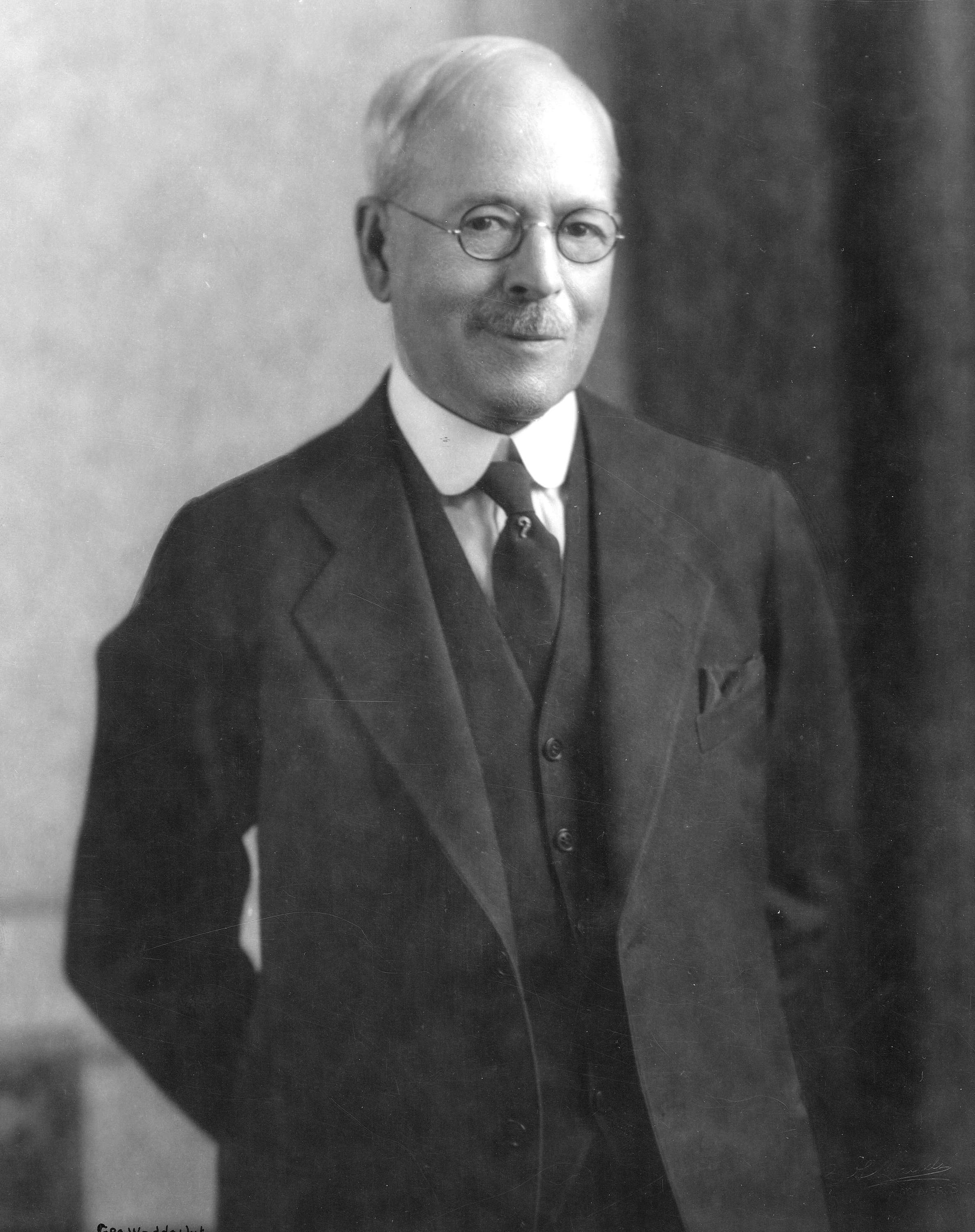
Louis Denison Taylor (1932)

Louis Denison Taylor (* 22. Juli 1857 in Ann Arbor, Michigan; † 4. Juni 1946 in Vancouver; oft auch L. D. Taylor genannt) war ein kanadischer Journalist, Verleger und Politiker. Zwischen 1910 und 1934 übte er viermal das Amt des Bürgermeisters von Vancouver aus. Seine Amtszeit von insgesamt elf Jahren ist die längste überhaupt.

## Biografie
Über Taylors frühes Leben ist wenig bekannt. Erstmals trat er 1896 in Chicago in Erscheinung, wo er Co-Präsident ein Bankinstituts namens North & Taylor war. Als die Bank in Zahlungsschwierigkeiten geriet, flüchtete sein Partner, der als Hauptverdächtiger galt, nach Mexiko. Taylor wurde wegen angeblicher Unterschlagung verhaftet, verbrachte eine Nacht im Gefängnis und wurde auf Kaution freigelassen. Als noch mehr Klagen gegen ihn erhoben wurden, setzte er sich nach Kanada ab.
Taylor ließ sich in Vancouver nieder und arbeitete für die Zeitung The Province. 1905 kaufte er die Vancouver Daily World und war als Verleger tätig. 1910 wurde er erstmals als Bürgermeister gewählt und hatte dieses Amt zunächst zwei Jahre inne. 1912 ließ er für seine Zeitung das World Building errichten, das heute Sun Tower heißt und als eines der Wahrzeichen der Stadt gilt. 1915 folgte die zweite Amtszeit, die ein Jahr dauerte. Seine Politik war sozialdemokratisch geprägt. Taylor kämpfte gegen den Einfluss der Großkonzerne und setzte sich für die Belange der Arbeiter ein. Er forderte aber auch Einwanderungsbeschränkungen für Chinesen.
Wegen finanzieller Schwierigkeiten musste er 1924 seine Zeitung an die Vancouver Sun verkaufen und beschloss, wieder in die Politik einzusteigen. 1925 wurde er zum dritten Mal gewählt. Taylor trat erfolgreich für die Eingemeindung von South Vancouver und Point Grey ein, die 1929 vollzogen wurde. 1928 musste er sich einem Untersuchungsausschuss stellen, da man ihm vorwarf, zu nachsichtig gegenüber Prostitution und Glücksspiel zu sein. Taylor argumentierte, er sei nicht gewählt worden, um eine "Sonntagsschule" zu leiten und dass die Bekämpfung von Gewaltverbrechen weitaus wichtiger sei.
Nachdem er sein Amt für zwei Jahre an William Harold Malkin abgeben musste, wurde er 1931 erneut zum Bürgermeister gewählt. In seine vierte Amtszeit fällt unter anderem die Eröffnung des Flughafens Vancouver, aber er musste sich auch mit den sozialen Folgen der Weltwirtschaftskrise auseinandersetzen. 1934 wurde Taylor abgewählt.